# Bonawentura Schweizer
Bonawentura Schweizer, właśc. Josef Schweizer (ur. 5 lipca 1893 Ebnet, Niemcy, zm. 2 czerwca 1968, Merano, Włochy) – niemiecki ksiądz katolicki, przełożony generalny salwatorianów.
Po wstąpieniu do Zgromadzenia Salwatorianów otrzymał imię Bonawentura, święcenia kapłańskie przyjął w Pasawie 29 czerwca 1921. Następnie pracował jako nauczyciel w Klausheide do 1927 i w Steinfeld, w 1931 został magistrem nowicjatu w Heinzendorf (obecnie Bagno). W 1939 wybrano go prowincjałem Północno Niemieckiej Prowincji Salwatorianów, a w latach 1947-1953 piastował to samo stanowisko w Prowincji Szwajcarskiej. Podczas ósmej kapituły generalnej zgromadzenia (1-18 maja 1953 w Rzymie) został wybrany przełożonym generalnym, ponownie został wybrany na kolejnej kapitule (1-20 maja 1959, Rzym). W tym okresie zgromadzenie założyło wiele nowych fundacji między innymi w Tanzanii, Zairze i na Tajwanie. Na początku lat sześćdziesiątych powołano go jako członka Soboru Watykańskiego II. Zmarł w Merano we Włoszech 2 czerwca 1968, został pochowany w Merano-Untermais.